# イガルカ
イガルカ（Igarka）は、ロシアの都市。クラスノヤルスク地方内のツルハンスク地区に属する。北極圏内に位置し、北極圏の南限から163km北に位置する。エニセイ川の河港であり、河口からは673kmさかのぼった地点にある。人口は6,183 (2010年調査);。人口推移は8,627 (2002年調査);、 18,820 (1989年調査); 、16,000人 (1970年)となっており、ソビエト連邦のシベリア開発政策によって人口が増加したものの、ソビエト連邦の崩壊後は他のロシア極北都市と同じく人口が急減した。
イガルカ空港はエニセイ川の中州にあり、冬は川が凍結するため車でのアクセスが容易であり、夏は渡し舟が存在するものの、その間の季節はアクセスが困難となる。
イガルカは1929年に、この付近の森林資源を開発するために、製材所や木材の輸出港として建設された。1931年には都市的集落となった。1949年にはサレハルド-イガルカ鉄道計画が開始され、中央ロシアの鉄道網にイガルカが接続される予定であったが、1953年には計画は中止された。この工事にはグラグから多くの囚人が動員され命を落とした。
イガルカの町は河岸段丘の上にあり、周囲はタイガに取り囲まれている。町の主産業は現在でも製材ならびに木材の輸出である。町には永久凍土博物館があり、これはいくつかのヨーロッパの賞を受賞している.。